# 문자

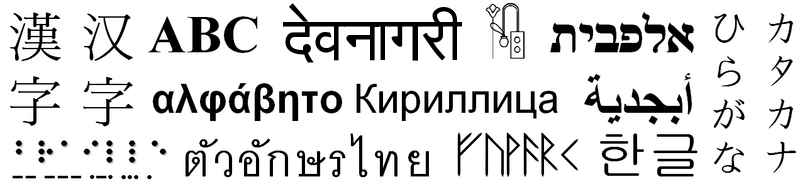
다양한 문자 모습

문자(文字, writing system)는 언어를 기록하는 상징 체계이다. 대부분 문자는 음성 언어를 기록하는 구성체계이다. 가장 초기의 문자는 기원전 4천년 후반에 나타났다. 역사적으로 각 독립적으로 발명된 문자는 점진적으로 원시 문자 체계에서 발전했는데, 이 체계에서는 소수의 표의문자가 언어를 완전히 부호화할 수 없는 방식으로 사용되었고, 따라서 광범위한 아이디어를 표현하는 능력이 부족했다.
문자는 일반적으로 자소라고 불리는 상징들이 언어 단위와 어떻게 관련되는지에 따라 분류된다. 표음문자—음소문자와 음절문자를 포함하는—는 해당 음성 언어의 소리에 해당하는 자소를 사용한다. 음소문자는 일반적으로 음성 음소에 해당하는 문자라고 불리는 자소를 사용한다. 그것들은 일반적으로 세 가지 하위 유형으로 나뉜다: 순수 음소문자는 자음과 모음 소리 모두를 나타내는 문자를 사용하고, 아브자드는 일반적으로 자음 소리만을 나타내는 문자를 사용하며, 아부기다는 자음-모음 쌍을 나타내는 문자를 사용한다. 음절문자는 전체 음절 또는 모라를 나타내는 음절 문자라고 불리는 자소를 사용한다. 대조적으로, 표어문자 (또는 형태소 문자)는 낱말이나 형태소와 같이 언어의 의미 단위를 나타내는 자소를 사용한다. 음소문자는 일반적으로 100개 미만의 고유한 상징을 사용하는 반면, 음절문자와 표어문자는 각각 수백 또는 수천 개의 상징을 사용할 수 있다.

## 배경: 언어와의 관계

베아트리스 프리무스 등이 모델링한 음성, 문자, 수화 언어의 관계. 많은 음성 또는 수화 언어는 문자로 기록되지 않지만, 원래 기록하기 위해 등장한 음성 대응어가 없는 문자 언어는 없다.

대부분의 현대 정의에 따르면, 쓰기는 언어를 나타내는 시각적이고 촉각적인 표기법이다. 따라서 공동체가 글쓰기를 사용하는 것은 어떤 수준에서 언어 구조에 대한 분석을 전제로 한다. 글쓰기에 사용되는 상징은 음성 또는 수화의 기능적 단위와 체계적으로 일치한다. 이 정의는 그림이나 지도와 같은 광범위한 상징적 표시를 제외한다. 텍스트는 음성 자료의 전사를 포함한 모든 작성된 자료의 인스턴스이다. 텍스트를 작성하고 기록하는 행위는 쓰기라고 불리며, 텍스트를 보고 해석하는 행위는 읽기라고 불린다.
글쓰기와 언어 간의 관계는 아리스토텔레스 (기원전 384–322) 시대부터 철학적 분석의 대상이었다. 언어의 사용은 인간 사회 전반에 걸쳐 보편적이지만, 글쓰기는 그렇지 않다. 글쓰기는 훨씬 최근에 나타났으며, 역사적으로 소수의 지역에서만 독립적으로 발명되었다. 대부분의 음성 언어는 문자로 기록되지 않았지만, 모든 문자 언어는 기존의 음성 언어를 전제로 한다. 수화가 제1 언어인 사람들이 음성 언어와 관련된 글을 읽을 때, 이는 제2 언어로서의 문해력으로 기능한다. 단일 언어(예: 힌두스탄어)는 여러 문자로 작성될 수 있으며, 문자 체계는 여러 언어를 나타낼 수도 있다. 예를 들어, 한자는 한자 문화권 전반에 걸쳐 여러 언어를 쓰는 데 사용되었다—최소 13세기부터 베트남어를 포함하여, 20세기에 라틴 기반의 쯔 꾸옥 응으로 대체될 때까지.
현대 언어학이 과학적 학문으로 발전한 첫 수십 년 동안, 언어학자들은 글쓰기를 단순히 음성을 기록하는 데 사용되는 기술로 자주 특징지었다.—이는 인간 인지에 대한 이해를 증진시키는 독특한 잠재력으로 여겨졌기 때문에, 가장 중요한 것으로 간주되었다.

## 일반 용어

라틴 음소문자 A의 소문자 형태인 이층형 (왼쪽)와 일층형 (오른쪽) 비교.

문자 연구자들은 일반적으로 동일한 핵심 용어를 사용하지만, 정확한 정의와 해석은 저자에 따라 달라질 수 있으며, 종종 그들의 이론적 접근 방식에 따라 달라진다.
자소는 문자 시스템의 기본적인 기능 단위이다. 자소는 일반적으로 함께 취합될 때 텍스트를 구성할 수 있는 일련의 기호들을 포함하는 최소 의미 요소로 정의된다. 모든 문자 시스템은 스크립트라고 총칭되는 정의된 자소 집합을 필요로 한다. 자소의 개념은 음성 언어 연구에서 음소의 개념과 유사하다. 마찬가지로, 많은 음성적으로 구별되는 음가가 화자, 방언 및 맥락에 따라 동일한 음소로 기능할 수 있는 것처럼, 시각적으로 구별되는 많은 글리프 (또는 그래프)도 동일한 자소로 식별될 수 있다. 이러한 변이 글리프는 자소의 이형태로 알려져 있다. 예를 들어, 소문자 ⟨a⟩는 이층형 틀:Gph 및 일층형 틀:Gph 모양으로 표현될 수 있으며, 필기체, 블록체, 또는 인쇄체 스타일로 쓰여질 수도 있다. 특정 이형태의 선택은 사용된 매체, 사용된 필기 도구, 작가의 문체 선택, 텍스트에서 이전 및 다음 자소, 글쓰기에 사용 가능한 시간, 의도된 독자, 그리고 개인의 필기체에 대한 거의 무의식적인 특징에 의해 영향을 받을 수 있다.
맞춤법 (lit. '올바른 글쓰기')은 공동체가 공유하는 쓰기 규칙과 관례를 의미하며, 자소의 순서 및 관계를 포함한다. 특히 음소문자의 경우, 맞춤법은 철자 개념을 포함한다. 예를 들어, 영어 맞춤법은 대소문자를 가진 라틴 음소문자의 26개 글자 (이 자소들은 다양한 음소에 해당함), 구두점 (대부분 비음소적), 그리고 숫자와 같은 다른 기호들을 포함한다. 문자 시스템은 음성 언어로 표현될 수 있는 모든 것을 나타낼 수 있다면 완전한 것으로 간주될 수 있으며, 부분적인 문자 시스템은 음성 언어를 전체적으로 나타낼 수 없다.

## 역사

쐐기 문자, 이집트 상형 문자, 한자의 그림 문자 추상화를 비교하는 다이어그램—1870년 프랑스 이집트학자 가스통 마스페로의 출판물에서 발췌.

각각의 경우, 문자는 원시 문자 체계에서 출현했지만, 역사적으로 대부분의 원시 문자 체계는 문자 체계를 만들어내지 못했다. 원시 문자는 표의문자와 연상 기호를 사용하여 의사소통하지만, 언어를 완전히 인코딩하는 능력이 부족하다. 예시는 다음과 같다:
- 자후 계각 부호 (기원전 7천년경)는 중국 북부 자후에서 발굴된 24개의 신석기 시대 무덤에서 발견된 거북이 등껍질에 새겨진 문자이다.[19]
- 빈차 문자 (기원전 6-5천년경)는 중앙유럽과 동남유럽의 빈차 문화 유물에서 발견되었다.[20]
- 키푸 (서기 15세기)는 남아메리카 잉카 제국에서 기억 보조 장치로 사용된 묶인 끈 시스템이었다.[21]

문자는 인류 역사에서 여러 번 독립적으로 발명되었다.—처음에는 메소포타미아 남부에서 수메르어를 쓰는 데 사용된 쐐기 문자로 나타났다. 이후 화자들이 지역 전체로 퍼지면서 아카드어를 쓰는 데 적응되었고, 아카드어 문자는 기원전 2350년경부터 상당량 나타났다. 쐐기 문자는 신성문자가 밀접하게 뒤따랐다. 일반적으로 두 시스템은 서로 독립적으로 발명되었다는 데 동의한다. 둘 다 기원전 3400년에서 3100년 사이에 원시 문자 시스템에서 진화했으며, 가장 초기 일관된 텍스트는 기원전 2600년경으로 거슬러 올라간다. 한자는 기원전 1200년경 황하 계곡에서 독립적으로 출현했다. 중국과 근동의 문명화된 사람들 사이에 접촉의 증거는 없으며, 메소포타미아와 중국의 소리와 의미를 표현하는 접근 방식은 뚜렷이 다르다. 메소아메리카 문자 체계, 올메카 및 마야 문자를 포함하여, 또한 독립적으로 발명되었다.
문자가 독립적으로 발명될 때마다 원시 문자에서 사용된 표의문자는 아이디어의 직접적인 표현과 분리되어 점차 단어를 나타내게 되었다. 이는 레부스 원리의 적용을 통해 발생했는데, 상징이 원래 상징으로 표현된 아이디어의 단어와 발음이 유사한 추가 단어를 나타내는 데 사용되었다. 이를 통해 구체적인 시각화가 없는 단어를 처음으로 상징으로 나타낼 수 있게 되었다. 표의문자 상징에서 언어를 완전히 나타내는 상징으로의 점진적인 전환은 수세기에 걸쳐 이루어졌으며, 해당 언어를 쓰려고 시도하는 사람들의 의식적인 분석이 필요했다.
인더스 문자 (기원전 2600년-2000년), 인도 아대륙의 인더스 문명이 생산한 다양한 종류의 유물에서 발견되었는데, 아직 해독되지 않았으며, 그것이 진정한 문자로 기능했는지 여부는 의견이 일치하지 않는다. 그 기원이 시각적으로 명확하지는 않지만, 메소포타미아 문화 확산이 인더스 사람들에게 문자 개념을 도입했을 가능성은 분명하다.
음소문자는 이전의 형태소 문자에서 유래하며, 기원전 1800년경 시나이반도에서 사용된 셈어파 언어를 기록하기 위해 처음 나타났다. 세계의 대부분의 음소문자는 이 원시 시나이 문자에서 직접 유래하거나, 그 디자인에 직접적인 영감을 받았다. 후손으로는 페니키아 문자 (기원전 1050년경)와 그 자손인 그리스 문자 (기원전 800년경)가 있다. 그리스 문자에서 유래한 라틴 음소문자는 문자 시스템에서 가장 흔하게 사용되는 문자이다.

## 기본 언어 단위에 따른 분류

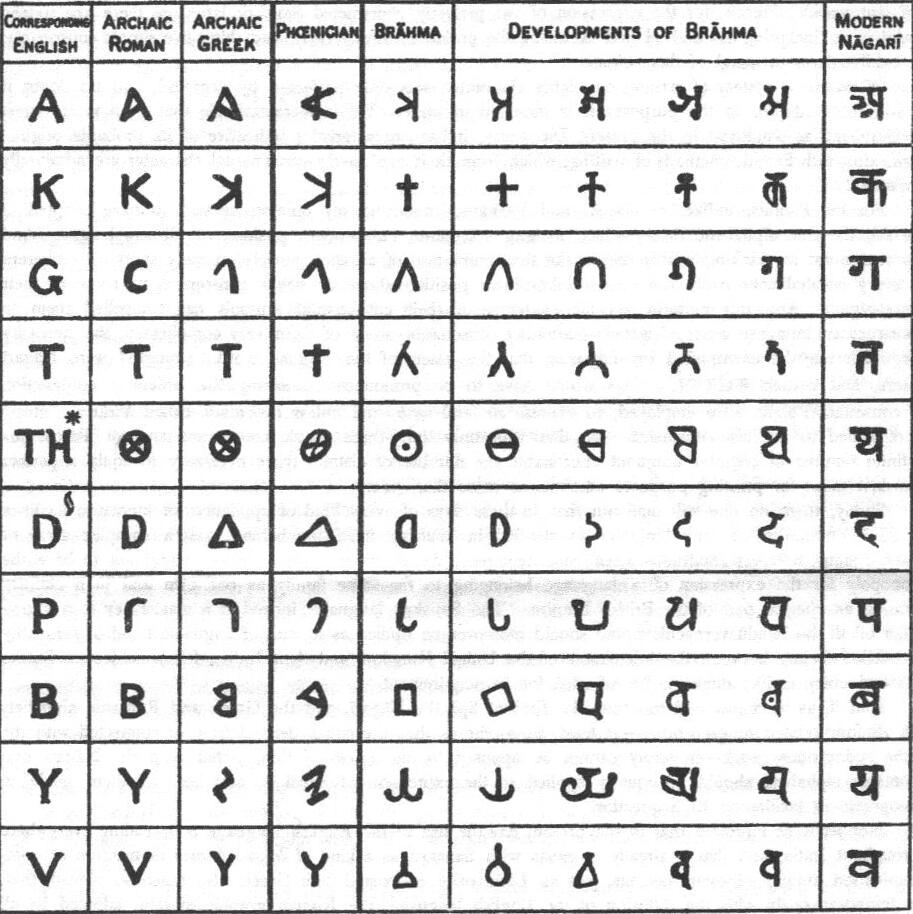
모니에 모니에르-윌리엄스의 산스크리트-영어 사전 서문에 있는 문자 표

문자 체계는 시스템의 자소가 어떤 언어 단위에 해당하는지에 따라 가장 자주 분류된다. 가장 기본적인 수준에서, 문자 체계는 자소가 언어의 소리 단위를 나타낼 때는 표음적 (lit. '소리 문자')이거나, 자소가 의미 단위 (낱말 또는 형태소와 같은)를 나타낼 때는 형태소적 ('형태 문자')일 수 있다. 저자에 따라, 오래된 용어인 표어적 ('단어 문자')이 자주 사용되는데, 이는 형태소적과 동일한 의미로 사용되거나, 쓰여지는 기본 단위가 단어인 시스템을 구체적으로 지칭하는 데 사용된다. 최근 연구는 표어적보다 형태소적을 선호하는데, 후자는 잠재적으로 모호하거나 오해의 소지가 있는 것으로 간주되기 때문이다.—부분적으로는 시스템이 일반적으로 단어가 아니라 형태소 수준에서 작동하기 때문이다.
많은 분류에서는 세 가지 주요 범주를 정의하며, 여기에서 표음 시스템은 음절 시스템과 음소(또는 분절) 시스템으로 세분된다. 음절문자는 음절 또는 모라를 나타내는 음절 문자라고 불리는 기호를 사용한다. 음소문자는 언어의 음소(또는 더 기술적으로는 이음소)에 해당하는 글자라고 불리는 기호를 사용한다. 음소문자는 일반적으로 세 가지 하위 유형으로 분류되며, 아브자드는 자음에 대한 글자를, 순수 음소문자는 자음과 모음에 대한 글자를, 그리고 아부기다는 자음-모음 쌍에 해당하는 문자를 가진다. 데이비드 디링거는 그림 문자, 표의 문자, 분석적 과도기 문자, 음성 문자, 음소 문자 등 다섯 가지 문자 시스템 분류를 제안했다.
실제로는 문자 체계는 사용되는 기호의 주요 유형에 따라 분류되며, 일반적으로 기호가 다르게 기능하는 예외적인 경우를 포함한다. 예를 들어, 영어와 같은 음성 체계 내에서 발견되는 표어 문자는 앰퍼샌드 ⟨&⟩와 숫자 ⟨0⟩, ⟨1⟩ 등을 포함한다.—이는 특정 단어(and, zero, one 등)에 해당하며, 근본적인 소리에는 해당하지 않는다. 대부분의 문자 체계는 음성 표기와 형태소 표기 모두의 요소를 특징으로 하는 혼합 시스템으로 설명될 수 있다.

### 표어 문자 체계
표어문자는 언어 내에서 형태소를 나타내는 문자이다. 한자는 현재 사용 중인 유일한 주요 표어 문자 체계이다. 역사적으로 중국어, 일본어, 한국어, 베트남어 및 기타 한자 문화권의 언어를 쓰는 데 사용되었다. 각 문자는 의미의 단일 단위를 나타내므로 언어의 모든 단어를 쓰려면 수천 개의 문자가 필요하다. 표어 문자가 언어의 모든 의미와 단어를 적절하게 나타내지 못하면, 문자는 독자에게 혼란스럽거나 모호할 수 있다.
표어문자는 때때로 추상적인 아이디어를 그림으로 나타내는 상징인 표의문자와 혼동되는데, 대부분의 언어학자들은 이제 이러한 특징을 거부한다. 한자는 종종 의미와 관련된 구성 요소와 발음 힌트를 제공하는 구성 요소를 포함하는 의미-음성 복합어이다.

### 음절 문자

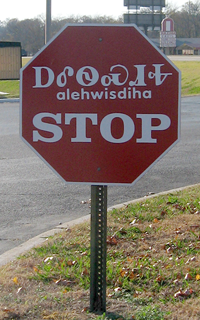
탈레콰에 있는 정지 표지판으로, 체로키어로 체로키 음절 문자(상단)와 라틴 음소문자(중간)로 쓰여져 있으며, 영어(하단)와 함께 있다.

음절문자는 음절 또는 모라를 나타내는 일련의 문자 기호(음절 문자라고 불린다)이다.—이는 종종 음절 길이와 같지만 항상 그런 것은 아닌 운율의 단위이다. 음절문자는 비교적 간단한 음절 구조를 가진 언어에 가장 적합한데, 모든 음절마다 다른 기호가 필요하기 때문이다. 예를 들어, 일본어 표기 체계는 서로 다른 상황에서 사용하도록 의도된 두 개의 가나 음절 문자(히라가나와 가타카나)를 가지고 있다. 둘 다 일본어에서 발견되는 약 100개의 모라 각각에 대한 음절 문자를 가지고 있다. 대조적으로, 영어는 복잡한 음절 구조를 특징으로 하며, 비교적 많은 모음과 복잡한 자음군을 가지고 있다.—총 15–16천 개의 고유한 음절이다. 일부 음절문자는 더 많은 인벤토리를 가지고 있다. 이 문자는 756개의 다른 기호를 포함한다.

### 음소문자
음소문자는 언어의 음소, 즉 모음과 자음에 해당하는 글자를 사용한다. 그러나 이러한 대응 관계는 거의 단순하지 않으며, 철자는 종종 화자가 사용하는 소리 외의 다른 요인에 의해 매개된다. '음소문자'라는 단어는 그리스 문자의 첫 두 글자인 Α와 Β의 이름에서 유래했다. 아브자드는 글자가 언어의 자음 소리만 나타내는 음소문자이다. 이들은 역사적으로 가장 먼저 발전한 음소문자이며, 대부분 셈어파 언어를 쓰는 데 사용되었고, 원래 원시 시나이 문자에서 유래했다. 셈어파의 형태론은 이러한 접근 방식에 특히 적합한데, 모음의 표기는 일반적으로 중복되기 때문이다. 일부 아브자드의 경우 모음에 대한 선택적 표시가 사용될 수 있지만, 일반적으로 교육과 같은 응용 분야에 국한된다. 많은 순수 음소문자는 기원전 800년경 페니키아 문자에서 그리스 문자가 유래한 것처럼, 전용 모음 문자를 추가하여 아브자드에서 파생되었다. 아브자드는 아랍어로 "음소문자"를 뜻하는 단어이며, 아랍 문자의 전통적인 글자 순서(ar|'alif, ar|bā', ar|jīm, ar|dāl)에서 유래했다.

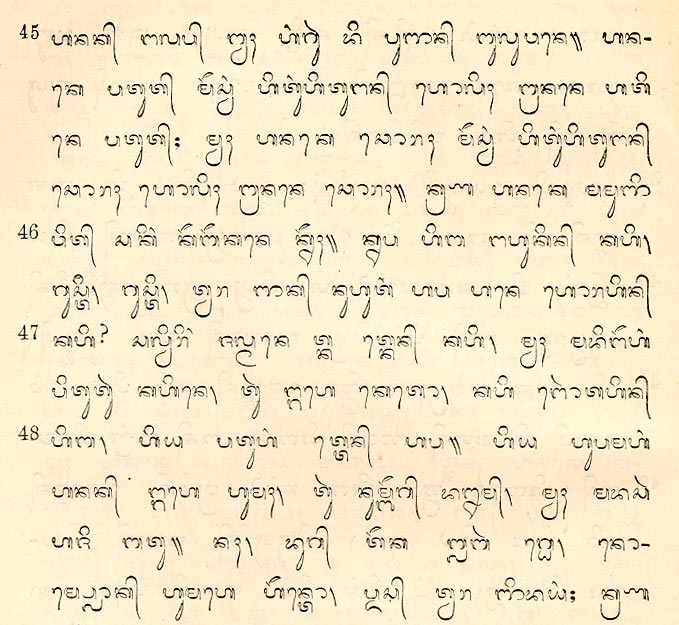
루가의 복음서의 한 구절이 발리 문자로 인쇄되어 있다.

아부기다는 자음-모음 쌍에 해당하는 기호를 가진 음소문자의 한 종류로, 각 자음의 기본 기호는 기본적으로 딸림 모음과 관련되며, 각 자음에 대한 다른 가능한 모음은 기본 기호에 예측 가능한 수정을 통해 표시된다. 아부기다에는 모음이 없는 k에 대한 기호가 있을 수 있지만, ka (a가 딸림 모음인 경우)에 대한 기호도 있을 수 있으며, ke는 la가 le가 되도록 수정되는 방식과 일치하게 ka 기호를 수정하여 쓰여진다. 많은 아부기다에서 수정은 모음 기호의 추가로 구성된다. 다른 가능성으로는 기본 기호의 회전 또는 발음 구별 기호의 추가가 있다.
진정한 음절 문자가 음절당 하나의 기호를 가지며 체계적인 시각적 유사성이 없는 반면, 대부분의 아부기다에서 그래픽 유사성은 아브자드로서의 기원으로부터 비롯된다.—기존 기본 기호에 다른 모음을 나타내는 추가 기호가 추가된다. 아부기다의 가장 큰 단일 그룹은 브라흐미계 문자로, 인도와 동남아시아에서 사용되는 거의 모든 문자를 포함한다. 아부기다라는 이름은 언어학자 피터 T. 대니얼스 (틀:B.)가 에티오피아와 에리트레아의 특정 나일사하라어와 아프리카아시아어를 쓰는 데 사용되는 그으즈 문자의 순서에서 처음 네 문자를 따서 지었다.

### 자질 문자 체계
원래 제프리 샘프슨이 범주로 제안한 자질문자는 음소 이하의 요소를 나타내는 기호를 사용한다.—예를 들어, 언어의 음소를 구별하고 분석하는 데 사용될 수 있는 특성, 예를 들어 청음과 탁음 또는 조음 위치 등이다. 자질 시스템의 유일한 저명한 예는 한국어를 쓰는 데 사용되는 한글이며, 여기서 자질 기호는 글자로 결합되고, 다시 음절 블록으로 결합된다. 존 드프랜시스를 포함한 많은 학자들은 한글을 자질 시스템으로 특징짓는 것을 거부한다.—한국어 작가들이 글을 쓸 때 이러한 용어로 생각하지 않는다는 주장을 포함하여—또는 샘프슨의 범주 자체의 타당성에 의문을 제기한다.
한글은 문해력이 있는 전문가들이 의식적으로 만들었으므로, 대니얼스는 한글을 "정교한 글자 생성술"이라고 특징짓는다.—즉, 시간이 지남에 따라 점진적으로 진화한 것이 아니라 특정 목적을 위해 의도적으로 설계된 문자 시스템이다. 다른 자질 글자 생성술에는 전문가들이 개발한 속기와 J. R. R. 톨킨이 자신이 만든 엘프 언어를 쓰기 위해 설계한 텡과르 문자처럼 취미가와 창작가들이 만든 조어 문자가 포함된다. 이들 중 다수는 음운론적 속성과 일치하는 고급 그래픽 디자인을 특징으로 한다. 이러한 시스템의 기본 문자 단위는 음소에서 단어에 이르기까지 무엇이든 매핑될 수 있다. 라틴 문자조차도 하위 문자 특징을 가지고 있는 것으로 나타났다.

## 그래픽 속성에 따른 분류

### 선형성
모든 문자는 가장 넓은 의미에서 선형이다.—즉, 기호의 공간적 배열은 읽어야 할 순서를 나타낸다. 더 세분화된 수준에서, 발음 구별 기호와 같은 불연속적인 표시를 가진 시스템은 그렇지 않은 시스템보다 선형성이 덜하다고 특징지을 수 있다. 초기 역사적 구별에서, 선형 문자 시스템(예: 페니키아 문자)은 일반적으로 연결된 선이나 획의 시리즈로 글리프를 형성하는 반면, 일반적으로 불연속적이고 그림과 같은 표시(예: 쐐기 문자)를 사용하는 시스템은 때때로 비선형이라고 불린다. 표어 문자의 표음 문자로의 역사적 추상화는 종종 문자의 선형화와 관련이 있다.
점자에서는 글쓰기 기판에 튀어나온 점들을 사용하여 비선형 기호를 부호화한다. 루이 브라유 (1809–1852)가 시각 장애인이 읽고 쓸 수 있도록 발명한 원래 시스템은 라틴 음소문자의 글자에 해당하는 문자를 사용했다. 더욱이, 점자가 시각적 문자 시스템과 기능적으로 동등하다는 것은 글쓰기 현상이 본질적으로 시각적일 뿐만 아니라 공간적임을 보여준다.

### 방향 및 정렬
문자 시스템은 텍스트가 그래픽적으로 줄로 어떻게 나뉘고, 이 줄들이 순서대로 어떻게 읽혀야 하는지에 따라 특징지어진다.
축텍스트 줄이 가로 행으로 배치되는지 세로 열로 배치되는지
정렬각 줄이 매체에서 이전 줄에 비해 어떻게 위치하는지—실제로는 모든 가로 스크립트가 위에서 아래로 행을 나열하는 반면, 세로 스크립트만 열이 왼쪽 또는 오른쪽으로 읽히는지 달라진다.
방향성개별 줄이 어떻게 읽히는지—가로 축에서 왼쪽 또는 오른쪽에서 시작하는지, 세로 축에서 위 또는 아래에서 시작하는지
왼쪽에서 오른쪽으로 쓰는 문자 (LTR)에서는 가로 행이 페이지 위에서 아래로 순서대로 배열되며, 각 행은 왼쪽에서 오른쪽으로 읽힌다. 반대 방향성을 사용하는 오른쪽에서 왼쪽으로 쓰는 문자 (RTL)에는 아랍 문자가 포함된다.
이집트 신성 문자는 왼쪽에서 오른쪽 또는 오른쪽에서 왼쪽으로 쓰여졌으며, 동물과 사람 글리프는 줄의 시작을 향하도록 돌려져 있었다. 초기 음소문자는 고정된 방향이 없었으며, 수직과 수평 모두로 쓰여졌다. 가장 일반적으로 좌우 교대 서법으로 쓰여졌다: 한 수평 방향으로 시작한 다음, 줄 끝에서 방향을 바꾸고 역방향으로 진행했다.
페니키아 문자의 오른쪽에서 왼쪽으로의 방향은 기원전 800년경에 안정화되었다. 왼쪽에서 오른쪽으로 쓰는 것은 대부분의 사람들이 오른손잡이이기 때문에 손이 글쓰기(잉크로 썼을 경우 아직 마르지 않았을 수 있음)를 방해하지 않는다는 장점이 있다. 손이 펜의 오른쪽에 있기 때문이다. 그리스 문자와 그 후계 문자들은 페이지의 위에서 아래로 왼쪽에서 오른쪽으로 쓰는 패턴을 따랐다. 아랍어와 히브리어와 같은 다른 문자들은 오른쪽에서 왼쪽으로 쓰게 되었다. 역사적으로 한자를 통합한 문자들은 전통적으로 오른쪽에서 왼쪽으로 배열된 세로 열로 쓰여졌지만, 20세기에는 서양의 영향으로 왼쪽에서 오른쪽으로 쓰는 가로 방향이 널리 채택되었다.
필리핀과 인도네시아에서 사용되는 여러 문자, 예를 들어 하누노 문자는 전통적으로 글쓰는 사람으로부터 멀어지는 방향으로, 아래에서 위로 쓰여지지만, 왼쪽에서 오른쪽으로 읽힌다. 오감 문자는 아래에서 위로 쓰여지며, 일반적으로 돌의 모서리에 있다. 고대 리비아베르베르 문자도 아래에서 위로 쓰여졌다.

## 같이 보기
- 인공 문자
- 서예
- ISO 15924
- 대문자
- 형식 언어
- 전자법
- 범용 문자 집합
- 맞춤법
- 공용문자
- 뉘수 문자
- 기수법
- 문장